# Нейпир, Джон (зоолог)
Джон Ра́сселл Не́йпир (англ. John Russell Napier; 1917[…], Олд-Виндсор, Беркшир — 29 августа 1987, Малл, Аргайл-энд-Бьют) — английский приматолог, палеоантрополог и врач.
Работал в Лондонском университете, был одним из основателей Приматологического общества Великобритании.
Среди трудов Нейпира — ряд собственно приматологических сочинений, таких как «Руководство по ныне живущим приматам: Виды, экология и поведение негуманоидных приматов» (англ. «Handbook of Living Primates: Morphology, Ecology and Behaviour of Nonhuman Primates»; 1967) или более популярная «Естественная история приматов» (англ. The Natural History of the Primates; 1985), — обе книги написаны Нэпьером совместно с женой Пруденс Хиро Нейпир. Однако едва ли не в большей степени он известен своими популярными книгами об истории приматов и происхождении человечества: «Происхождение человека» (англ. The Origins of Man; 1969), «Корни человечества: История человека и его предков» (англ. The Roots of Mankind: the Story of Man and His Ancestors; 1970), «Обезьяны без хвоста: Общий взгляд на эволюцию и историю человека и шимпанзе» (англ. Monkeys Without Tails: a Giraffe's Eye View of the Evolution and Life History of Man and the Chimpanzee; 1976) и т. д. К этой же теме примыкает научно-популярная книга Нейпира «Руки» (англ. Hands; 1980), рассказывающая не только о том, как человек научился пользоваться орудиями труда, но и о множестве других тем, связанных с руками, начиная с жестикуляции и кончая отпечатками пальцев.
Нейпир также занимался проблемой «снежного человека», посвятив ей книгу «Снежный человек: Йети и сасквоч в легендах и в действительности» (англ. Bigfoot: the Yeti and Sasquatch in Myth and Reality; 1973).